# Cha Yong-Kil

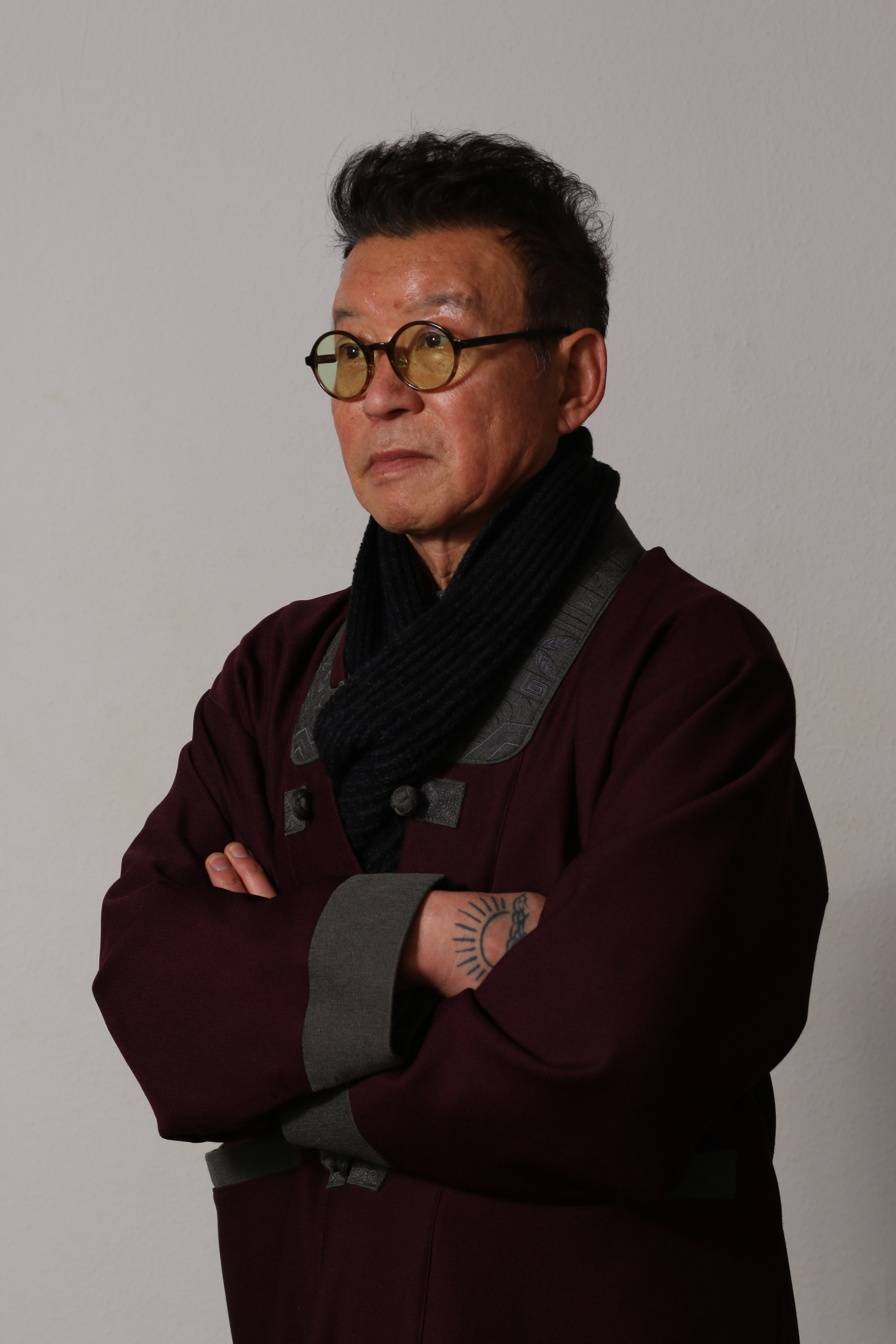
Cha Yong-Kil (2016)

Cha Yong-Kil (* 29. Oktober 1946 in Shinmono Il Gal, Südkorea) ist ein in Deutschland lebender, südkoreanischer Kampfsportler. Er ist Träger des 9. Dan im Taekwondo sowie 8. Dan im Hapkido.

## Leben
Bereits im Alter von 8 Jahren widmete er sich dem Kampfsport Dangsudo / Tang Soo Do (Taekwondo). Seine ersten Lehrer waren Lee Byeong-Ryo und Lee Chong-Uh. Später konnte er als Meisterschüler kostenlos bei seinem Meister trainieren. 
Mit 18 Jahren war er mehrfacher städtischer und regionaler Champion. Im Jahr 1965 lehrte Cha Taekwondo bei der koreanischen Polizei, ehe er im 1967 Berufssoldat wurde und von 1968 bis 1970 als Fallschirmjäger im Vietnamkrieg eingesetzt wurde. Seine Leistungen im Taekwondo brachten ihn 1973 in die südkoreanische Nationalmannschaft. Während seiner Zeit beim Militär wurde er zudem Weltmeister im Taekwondo.

### Übersiedlung nach Deutschland und Verbreitung des Taekwondo
Im Jahr 1976 siedelte er nach Deutschland über und gehörte zu denjenigen koreanischen Meistern, die das Taekwondo in Deutschland verbreiteten. Cha begann zunächst in einer koreanischen Gemeinde in Oberhausen und Dortmund mit der Verbreitung des koreanischen Kampfsportes.
In diesen Städten war er seit 1988 bzw. 1994 darüber hinaus Besitzer von zwei Sportstudios, die unter dem Namen „Deutsche Sportakademie für Selbstverteidigung Baek Ho“ liefen. Jährlich veranstaltete Cha die „Internationale deutsche Taekwondo Meisterschaft“ in Oberhausen, zu der neben deutschen Vereinen auch regelmäßig südkoreanische Gastmannschaften und andere internationale Vereine anreisten. Er ist regelmäßig Schirmherr regionaler Turniere.
Seit 2012 leitet sein Sohn Hyon Cha seine Studios. Auch die Ausrichtung und Veranstaltung der jährlichen Meisterschaften gingen in dessen Verantwortung über.

### Zugehörigkeit im Jidokwan
Die koreanischen Taekwondo Meister sind Mitglieder in neun verschiedenen Mutterschulen bzw. „Clans“ des Taekwondo. Cha ist Mitglied im Jidokwan und erhielt im Juli 2005 vom Präsidenten des Jidokwan Hauptsitzes in Seoul den Auftrag, das Jidokwan in Deutschland zu vertreten und wurde offiziell zum „Director of Branch“ ernannt.